# Catocala kaschmirensis
Catocala kaschmirensis là một loài bướm đêm trong họ Erebidae.